# Matica srpska

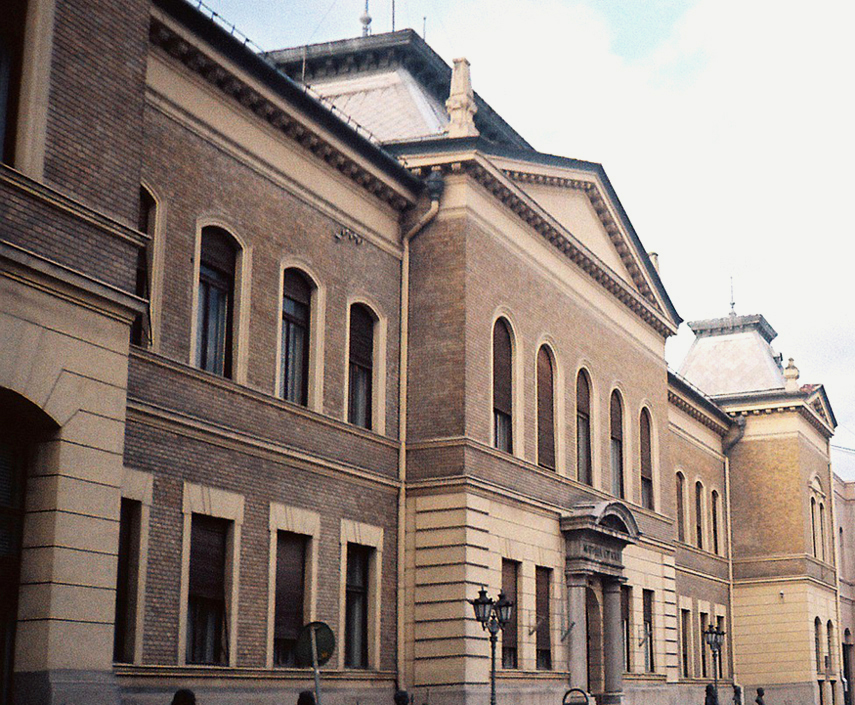
Sede della Matica srpska a Novi Sad.

La Matica srpska (cirillico: Матица српска) è l'istituzione culturale e scientifica più antica della Serbia. Fu fondata nel 1826 a Budapest. Nel 1864 fu trasferita a Novi Sad, la città più importante della Voivodina, che a quell'epoca si trovava sotto la dominazione austro-ungarica.
Matica deriva da mati, "madre", e si può tradurre approssimativamente con "matrice": in questo senso sta a significare come la "Casa Madre" o la "Casa Centrale" dei serbi. Esistono istituzioni equivalenti in altri paesi slavi, come la Matica hrvatska in Croazia, la Slovenska matica in Slovenia, la Matica slovenská in Slovacchia e la Matice česká in Repubblica Ceca. Queste istituzioni hanno lo scopo di preservare e promuovere gli elementi culturali e scientifici dei rispettivi popoli.

## Storia
La Matica srpska e la Matica hrvatska furono create quando era in voga il cosiddetto Movimento illirico, che intendeva difendere le identità culturali e nazionali dei popoli slavi sotto la dominazione austro-ungarica.

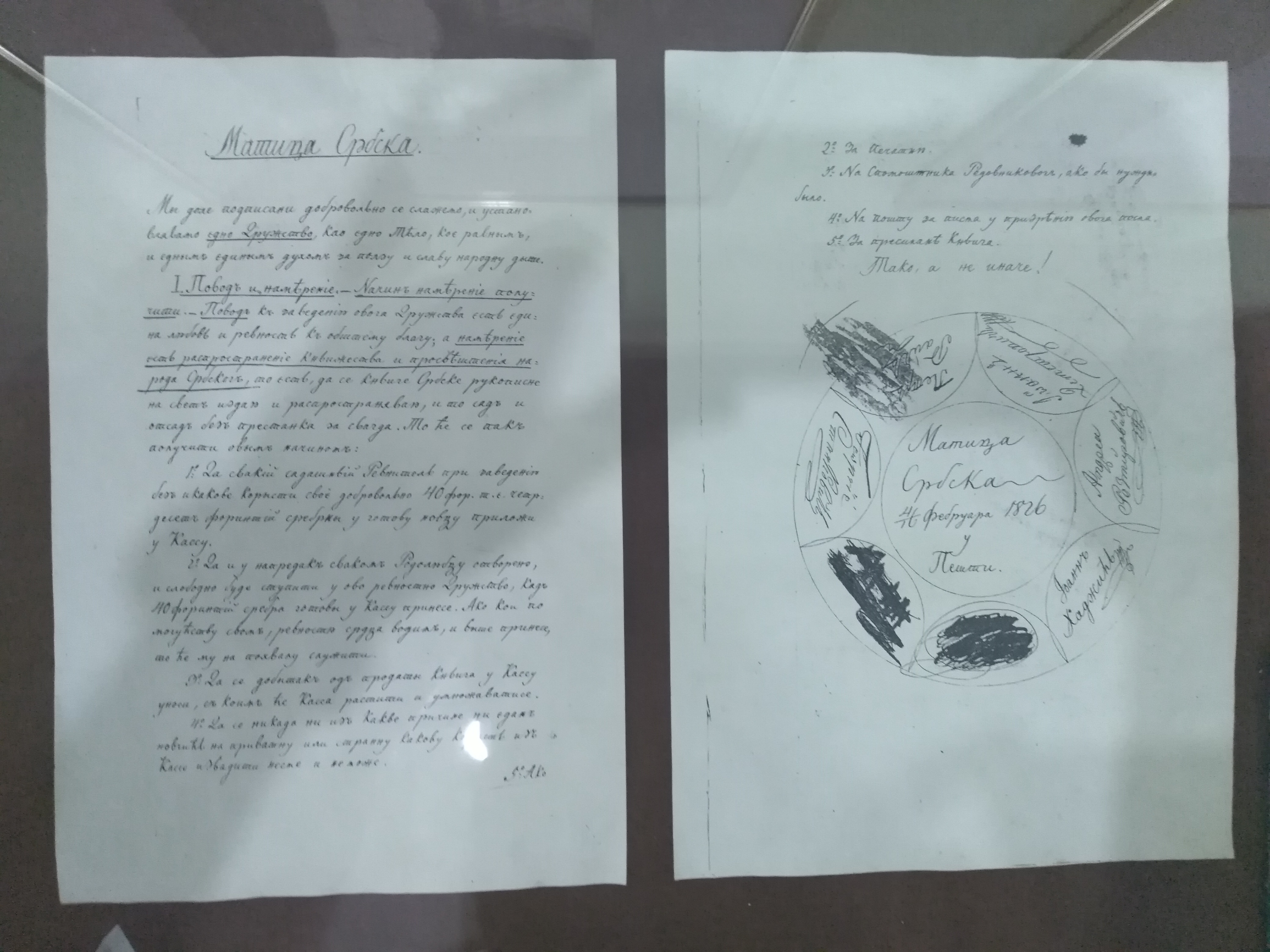
Lo statuto della Matica Srpska

La Matica srpska promosse l'Accordo di Novi Sad del 1960, fra filologi serbi e croati, a riguardo di un'unica norma grammaticale e ortografica comune per la lingua serbocroata. Compilò anche un "Vocabolario della lingua letteraria serba standard" in sei volumi (1967-1976).
L'istituzione pubblica il giornale Letopis Matice srpske, uno dei più antichi del mondo, ininterrottamente dal 1824.
La Legge della Matica Srpska (1986) regola le donazioni e le eredità, donate da benefattori e l'utilizzo dei fondi per i vari fini culturali ed educativi.